# Djihad blanc

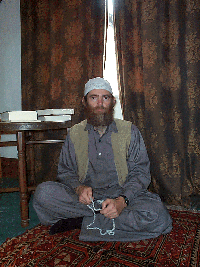
David Myatt, l'un des théoriciens du djihad blanc.

Le djihad blanc est un néologisme politique désignant l'adoption par les suprémacistes blancs de méthodes, de narratifs et de l'esthétique djihadistes.
Des groupes comme l'Ordre des neuf angles, National Action et la Division Atomwaffen promeuvent activement le djihad blanc. Plusieurs individus influencés par le djihad blanc ont été impliqués dans des projets d'attentats terroristes entre 2020 et 2021.

## Définition
Le djihad blanc est une forme d'extrémisme fusionné s'illustrant par des cas de militants suprémacistes blancs s'inspirant des méthodes, des narratifs et de la propagande djihadistes pour promouvoir leurs idéaux violents et perpétrer des attentats terroristes. Selon les universitaires Ariel Koch, Karine Nahon et Assaf Moghadam, le djihad blanc représente un « danger manifeste et immédiat ». Ils font remonter les racines historiques du djihad blanc aux relations entre Adolf Hitler et Mohammed Amin al-Husseini durant la Seconde Guerre mondiale, puis aux idéaux de ségrégation raciale partagés entre George Lincoln Rockwell et Malcolm X,,.
Ainsi, le suprémacisme blanc et le djihadisme convergent notamment au sujet du masculinisme, de l'antisémitisme, de l'antiaméricanisme et d'une opposition à la démocratie libérale. Ils adoptent des narratifs de propagande similaire. Le djihad et le terrorisme islamiste sont romantisés par certains activistes suprémacistes blancs, tandis que la communauté djihadiste en ligne Islamogram reprend des éléments de propagande du néonazisme et de l'alt-right. Durant les années 2010, des méthodes d'attentat associées au terrorisme djihadiste commencent à être louées et adoptées par des suprémacistes blancs, telles que les attentats-suicide et les attaques à la voiture-bélier. De la sorte, un membre du groupe néonazi Aryan Strikeforce envisage un attentat-suicide contre des antifascistes, tandis qu'un membre de Génération identitaire évoque l'idée d'utiliser sa voiture pour perpétrer une attaque à la manière des djihadistes. Une adoption croissante de la notion de martyr fait également son apparition chez les suprémacistes blancs, des accélérationnistes néofascistes promouvant ouvertement l'idée de « saints » suprémacistes blancs, de manière analogue à la notion de martyr dans le djihadisme,.

## Charia blanche
De manière analogue aux djihadistes appelant à la charia, les suprémacistes blancs appellent à la « charia blanche ». La charia blanche, à l'origine un mème né en 2016, est un concept développé par des groupes néonazis, suprémacistes et nationalistes blancs, notamment le site The Daily Stormer et le blogueur Sacco Vandal, dans le but de promouvoir un patriarcat blanc et contrer ce qu'ils perçoivent comme une « hypergamie féminine socialiste » menaçant la race blanche. Elle désigne la domination des hommes blancs sur les femmes et le contrôle de leur sexualité, de leur reproduction et de leur vie quotidienne, ainsi qu'un retour à une forme de patriarcat extrême au sein d'un ethno-État blanc, s'inspirant d'une interprétation déformée de la charia islamique. La charia blanche associe la peur de la perte du contrôle des hommes blancs sur leurs femmes à une peur de l'islam et des hommes non-blancs. Cette notion divise au sein des milieux nationalistes blancs en raison de son inspiration venue du « monde islamique »,,.

## Groupes promouvant le djihad blanc

Logo de la Division Atomwaffen

Durant les années 2000, l'organisation néonazie Nations aryennes exprime son soutien au terrorisme djihadiste et appelle à un « djihad aryen » contre le « système tyrannique judaïque »,. Depuis 2015, les groupes terroristes néonazis National Action et Division Atomwaffen promeuvent le djihad blanc en adoptant des symboles, des terminologies et des méthodes de l'extrémisme islamiste. National Action est lié à des attaques violentes motivées par le djihad blanc, telles que l'agression brutale d'un homme sikh en 2015 au Royaume-Uni. En France, influencés par la propagande de la Division Atomwaffen et d'al-Qaïda, deux jeunes radicalisés oscillant entre le djihadisme et le néonazisme projettent des attentats entre 2020 et 2021, jusqu'à leur arrestation. Aux États-Unis, un individu actif sur des plateformes à la fois liées à l'État islamique et au suprémacisme blanc planifie des attentats en 2017,,. D'après le quotidien belge L-Post, l'un des plus importants groupes se réclamant du djihad blanc est la Feuerkrieg Division, créée en 2020 par un mineur estonien. En 2021, un mineur britannique membre de ce groupe est arrêté pour infraction terroriste, devenant ainsi la plus jeune personne arrêtée pour ce délit au Royaume-Uni.
L'Ordre des neuf angles (Order of Nine Angles, O9A) est un groupe néonazi sataniste qui joue un rôle important dans la promotion de l'idée de djihad blanc. Son idéologue David Myatt tente d'opérer une synthèse entre extrême droite et islam, appelant au djihad contre les Juifs et les Américains. D'après l'universitaire Jacob Christiansen Senholt, les idéologies néonazies et islamistes ne sont cependant pour Myatt qu'un moyen de subvertir les militants radicaux pour servir ses objectifs satanistes. En juin 2020, un soldat américain est inculpé pour avoir transmis des informations sensibles à un groupe inspiré de l'O9A, dans le but de les faire parvenir à des membres de Tanzim Hurras ad-Din. La Division Atomwaffen est elle-même inspirée par l'O9A. 